# Peter Creed
Pour les articles homonymes, voir Creed.
Peter Creed, né le 31 mars 1987 à Caerphilly, est un joueur professionnel de squash représentant le pays de Galles. Il atteint le 50e rang mondial en novembre 2018, son meilleur classement. Il est champion du pays de Galles à de multiples reprises entre 2010 et 2019.

## Palmarès

### Titres
- Championnats du pays de Galles : 9 titres (2010-2015, 2017-2019)